# Ивајло
Ивајло (буг. Ивайло) био је вођа устанка против Константина Тиха кога је закратко сменио на месту цара Другог бугарског царства од 1278. до 1279. године.
Ивајло је био ниског порекла и у младости је био свињар. Како су у другој половини 13. века Бугарску редовно пустошили Монголи из Златне хорде, Ивајло се у североисточном делу Бугарске ставио на чело устанка против цара Константина I Тиха. Ивајло је у неколико наврата потукао Монголе, а затим је 1277. године, поразио и убио цара Константина I. Иако је затим изабран за владара, престоница Трново је и даље била под контролом цареве удовице Марије, сестричине византијског цара Михаила VIII Палеолога. Док је цар Михаило VIII Палеолог у Бугарску упутио свог кандидата Јована Асена III, Марија се 1278. године, преудала за Ивајла чиме је закратко учврстила његов положај. Почетком 1279. године, Јован Асен је уз византијске помоћне одреде заузео Трново, да би га затим цар Ивајло опсео и поразио две византијске војске које су кренуле у помоћ Асену. На крају је и Асен побегао из Бугарске, док је племство за цара прогласило бољара куманског порекла Георгија I Тертера. Лишен подршке Ивајло је 1280. или 1281. године, побегао преко Дунава монголском поглавару Ногају. Како је и византијски цар свом савезнику Ногају упутио Јована Асена, Ивајловог противкандидата, монголски поглавар је на једној гозби наредио Ивајлово погубљење.
Са царицом Маријом Ивајло је имао једну ћерку чије име није остало забележено. Девојчица је рођена пошто је 1279.  године, Јован Асен послао Марију у византијско заробљеништво.

## Биографија
Ивајло (умро 1281. године), такође се пише Иваило (Бугарски: Ивайло) је био вођа побуњеника који је кратко владао као цар Бугарске. Године 1277. предводио је сељачки устанак и приморао бугарско племство да га прихвати за цара. Владао је као цар од 1278. до 1279. године, побеђујући Византинце и Монголе. Опкољен страним и домаћим непријатељима, међу којима су били и бугарски племићи, на крају је био приморан да оде у изгнанство међу Монголе, где се представљао као свргнути вазал. Монголи су га затим убили 1281. године, као непријатеља византијског цара Михаила VIII Палеолога.
Ивајлова каријера монарха коришћена је као пример раног антифеудалног класног ратовања од стране марксистичких историчара и преведена је кроз народне песме, традиције и легенде. Служио је као инспирација бугарским герилским (хајдучким) борцима за слободу током османског периода. Имао је надимак Бардоква („ротквица“ или „зелена салата“ на бугарском) и Лахан (Λαχανας, „купус“) на грчком.

## Етимологија
Према Живку Војникову, Кордокуба је вероватни надимак нпр. Ивајло. Припадао је нижим слојевима, вероватно мали представник службене аристократије куманског порекла, слободан ратник са малим имањем, бавио се сточарством. Византијски извори га описују као Нека куманска имена и титуле из времена... 856 свињара, по надимку Лахана, јер је јео (због сиромаштва) купус „лахана“ (булг. дијал. лакхана – λαχανον). Само Георгиje Пахимер наводи његово име као Кордокува/ Кордоку ба (Κορδοκουβας), што је на грчком значило „поврће“ или „купус“ (λαχανο) (ГИБИ 1980, 171–182).
Сасвим намерно, руски слависта Срезњевски је одлучио да је Пахимер у овом β ← κ прелазу погрешно пренео словенску реч „бардоква” без икакве логике. Бурдоква значи зелена салата, салата, биљка „плава жуч“, а пронађена је као бугарска дијалектска реч у 19. веку (БЕР 2007, 101–102). Треба узети у обзир и пансловенско читање бугарске историје од стране руских научника 19. – почетка 20. века, које је у потпуности у духу епохе. Значење Κορδοκουβας као „купус” се види у казахстанском, где налазимо сличан кириккабат (кирикбабат) – „купус” (долази од кирıк – 40 и клапа – слој, тј. поврће са много листова). Као друга могућност, не дословно, већ шире значење датог надимка, у киргиском кордук - 'срамота', кордуктуу - 'увређен, понижен' и уи - 'дом' (Иудакхин 1985а, 406; Иудакхин 1985б, 319). На старотурском кор - 'штета, губитак, штета' (ДТС 1969, 457-458). У Кипчак ов – 'дома' (Гаркаветс 2010, 1103–1104). Или ниског порекла, од обичног народа, из неплемићке породице. Т. Балкански објашњава Кордокобу кроз старобугарски. корода - 'мач', што не одговара изворима. Још једна занимљива референца на ово име је име куманског Кордука, које се помиње у једном мађарском документу из 1340. године. Рашони га повезује са Турским. кур, куртур - 'уредити, направити' (Пилипчук 2017, 266; ДТС 1969, 469). Али ако се тражи нека позитивна етимологија, радије би је требало повезати са монголским кхурд - 'брзина', кхурдан, кхурдах - 'брз, окретан' (Кручкин 2006, 863).
Садашњи облик "Ивајло" је случајно бастардизација из дела К. Јиречека. Ово име једино помиње Воисил Граматичар, који је оставио следећу белешку: „Ја, слуга Божији Константин Чтец, звани Воисил Граматичар, написао сам ову књигу у граду Сврљигу у време цара Иваила и под. Епископ [нишки] Никодим у лето 6787, индикт 7 [=1279], када су Грци опседали град Трново... Листови из рукописа пронађени су у селу Извору, у близини рушевина средњег века град Сврљиг, а то показује да су Сврљиг и Нишка епархија у то време били део Бугарске. Ивлеи је куманско име реке Ингул и његове варијанте Ивлиј, Ивоил, Ивоило се налазе међу Русима и Украјинцима. погрбљен', од старотурског глагола јув - 'смањити се, нагомилати'. (рођаци) Али за порекло личног имена може се сугерисати и старотурски јавал, јувил – „смирен, скроман“, али и „великодушан, милостив“, или јавлак – „снажан, здрав“. Проф. Т. Балкански сматра да је име Ивал, Иваил брзо еволуирало у бугарску језичку средину до облика Воло.

## Успон на власт
Према неким изворима, Ивајло је свој живот почео живећи понизно и за наплату је пасо свиње. Други извори указују на то да је био сељак без сопствене земље. Наводно је видео визије себе утемељене на средњовековној хришћанској традицији, како је починио велика дела и ослободио Бугарску њених невоља, укључујући пре свега честе упаде Монгола из Златне Хорде под Ногај-каном. До 1277. године, Ивајло је своје речи спровео у дело и стекао вођство над војском састављеном углавном од незадовољних сељака. Међу његовим блиским сарадницима и војним заповедницима био је и Хранислав, који је касније након заробљавања ступио у византијску службу. Покушај бугарског монарха цара Константина I да покори Ивајла завршио се крајњим неуспехом, а Ивајло је заслужан за убиство цара Константина I на његовим колима.

## Владавина
Иако је Ивајло могао да прошири своју власт на већи део земље на челу своје сељачке војске, наишао је и на отпор, а престоница Трново је остала под контролом цара Михаила Асена II и његове мајке царице Марије Кантакузин, због чега је било потребно да опседну и војно освоје град 1279. године. Упркос својој победи против Монгола на северу, цар Ивајло је тежио помирљивијем вазалном статусу када је у питању креирање политике са монголским канатом.
Ивајлови успеси узнемирили су византијског цара Михаила VIII Палеолога, који је у почетку одлучио да неутралише потенцијалну опасност тражећи савез са царем Ивајлом и да му понуди своју ћерку за жену. Касније је цар Михаило VIII променио свој план, удао је своју најстарију ћерку Ирену за Јована Асена III, потомка бугарске владајуће династије Асен која је живела на византијском двору, и послао трупе да га поставе на престо.
Ово је довело до савеза између Ивајла и царице Марије Кантакузин, и Ивајло се оженио царицом удовицом и 1278. године, је био признат за бугарског цара, а да није збацио или разбаштинио њеног малолетног сина цара Михаила Асена II. Водио је успешну одбрану балканских прелаза од византијских трупа које су имале за циљ да на власт у Бугарској доведу Јована Асена III. Цар Ивајло је имао успеха против монголских плачкашких одреда, али га је велика монголска војска блокирала у тврђави Драстар (Силистра) на Дунаву на три месеца 1279. године. Глас о Ивајловој смрти изазвао је панику у Трнову, где се племство предало византијској војсци и прихватило за цара, Јована Асена III. Устоличен је Јован Асен III, док су царица Марија Кантакузин и цар Михаило Асен II послани у прогонство у Византију.
Убрзо после тога, још 1279. године, цар Ивајло је изненада дошао пред Трново са војском, али није успео да заузме добро утврђени град. Он је ипак поразио већу византијску помоћну војску у бици на Девини и другу од 5.000 у балканским превојима. Очајан због притиска, цар Јован Асен III је побегао из Трнова 1280. године, док је његов зет Ђорђе I Тертер преузео престо. Нови владар је привремено ујединио аристократију, а цар Ивајло је постепено губио подршку. Године 1280. или 1281. отпутовао је код монголског владара, кана Ногаја, прихватајући његову власт и тражећи његову подршку да поврати свој престо. Кану Ногају је истовремено дошао Ивајлов ривал цар Јован III Асен, који је тражио сопствену рестаурацију. На крају је кан Ногај нареди да се Ивајло погуби, преферирајући претензију цара Јована Асена III, који је био његов пашеног (и кан Ногај и цар Јован Асен III су били ожењени ћеркама цара Михаила VIII од Византијског царства).

## Наслеђе
Марксистички историчари поздравили су Ивајлову побуну као прву велику сељачку побуну у европској историји. Други би могли тврдити да, иако су узнемирени друштвени услови 1270-их свакако допринели побуни, Ивајлов успон на власт може бити ближе упоредив са националистичком реакцијом попут оне коју је водила (иако са религијом као снажном инспирацијом) Јованка Орлеанка. Као и друге харизматичне вође, Ивајло је живео у народној машти и било је Лажних - Ивајла који су се појавили (углавном на византијској територији) крајем 13. и почетком 14. века.
Увала Ивајло на Снежном острву на Јужним Шетландским острвима на Антарктику је названа по Ивајлу.

## Породица
У браку са царицом Маријом Кантакузин, цар Ивајло је добио једну ћерку, која је у изворима неименована. Још није рођена 1279. године, када су њену трудну мајку ухватили Византинци и протерали у Цариград.

## У популарној култури
Стратешка видео игра у реалном времену  https://en.wikipedia.org/wiki/Age_of_Empires_II:_Definitive_Edition садржи кампању од пет поглавља под називом „Ивајло“, почевши од његовог устанка и убиства цара Константина I, и закључно са Ивајловим изгнанством код Монгола под Ногај-каном, где је на крају дочекао свој крај.